# Luwsandaschijn Sodow
Luwsandaschijn Sodow (* 1929; † 1987) war ein mongolischer Schriftsteller.
Luwsandaschijn Sodow besuchte zunächst eine Offiziersschule und studierte anschließend Journalismus in Leningrad in der Sowjetunion. Er arbeitete dann als Korrespondent der Zeitung Chödölmör (Arbeit).

## Werke
- Chawryn naran (Frühlingssonne), Erzählung, 1965